# Kesko
Kesko Oyj — финская холдинговая компания. Штаб-квартира расположена в Хельсинки.
Основана в 1940 году.

## Деятельность
Компании принадлежат пищевые предприятия, предприятия по производству сельскохозяйственного оборудования, а также торговые сети по продаже автомобилей и товаров для дома. Общее количество торговых точек, принадлежащих холдингу, на 2010 год составило 2200.
Входящая в холдинг компания Rautakesko объединяет более 350 магазинов DIY («do it yourself», товары для дома) под марками K-Rauta и Rautia в Скандинавии и Прибалтике. Оборот Rautakesko в 2005 — 1,58 млрд евро.
Численность персонала холдинга на 2010 год — 50 тыс. человек. Общая выручка холдинга в 2008 году составила 9,6 млрд евро, операционная прибыль — 217 млн евро.
В ноябре 2015 года было объявлено о покупке холдингом компании Suomen lähikauppa Oy (включает около 640 магазинов Siwa и Valintatalo) за 60 млн евро.
Крупнейшими сетями являются K-Market, K-Supermarket и K-Citymarket.
В декабре концерн объявил о закрытии сети обувных магазинов Kookenkä, Kenkäexpertti и The Athlete’s Foot.

### Kesko в России
В июле 2005 финская компания примерно за 20 млн долларов приобрела пять магазинов «Строймастер» в Санкт-Петербурге. С августа 2006 года эти магазины работают под маркой «К-раута» (на 2016 год в Петербурге действует уже девять гипермаркетов под этой маркой).
В марте 2009 года был открыт первый региональный магазин «К-раута» в Ярославле. В марте 2010 года — в Туле, в апреле 2010 года — в Калуге, осенью 2011 — в Москве.
30 ноября 2016 года компания Kesko завершила сделку по продаже своих продуктовых магазинов в настоящее время работающего под брендом K-Ruoka и земельных участков в Санкт-Петербурге, Ленинградской и Московской областях ретейлеру входящему в топ-10 Компании Лента.
В 2018 году принято решение о прекращении ведения бизнеса Kesko в России. 12 из 14 зданий будут проданы российскому подразделению французской сети «Leroy Merlin». Цена продажи составила около 12 млрд рублей (169 млн евро).